# Ein Heller und ein Batzen

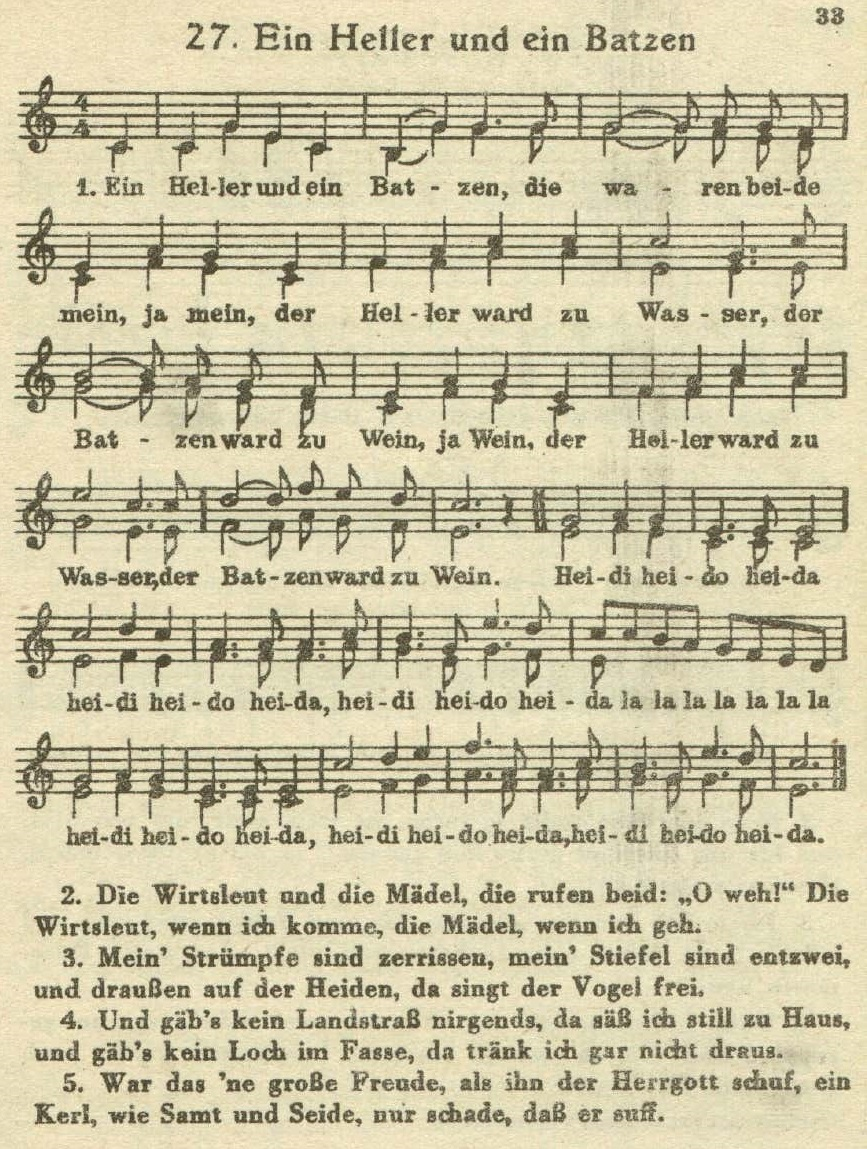
Piosenka w niemieckim śpiewniku wojskowym z 1938 roku

Ein Heller und ein Batzen, albo Heidi, Heido, Heida – niemiecka piosenka o charakterze biesiadnym. Autorem powstałego w 1830 roku tekstu jest Albert von Schlippenbach (1800–1886).
Biesiadny charakter piosenki sprawił, że od samego początku stała się ona bardzo popularna w kręgach studenckich, a także w wojsku, czemu sprzyjała rytmiczność utworu.
W czasie II wojny światowej była śpiewana przez żołnierzy Wehrmachtu jako piosenka marszowa. Z uwagi na to skojarzenie, bywa niekiedy postrzegana negatywnie.

## Treść piosenki
Tematem oryginalnego utworu są dwie monety – „Heller” (czyli pół feniga, halerz) i „Batzen” (10 fenigów), które towarzyszą podmiotowi lirycznemu w czasie jego wędrówki. Autor przy pomocy fabuły konstruuje obraz radosnej beztroski. Podmiot wydaje pieniądze na wino i wodę, narzeka na zdarte buty, zachwyca się pięknymi dziewczętami, które czekają na niego w gospodzie.

## Słowa
| niemiecki | polskie |
| Pierwsza zwrotka | Pierwsza zwrotka |
| --- | --- |
| Ein Heller und ein Batzen, die waren beide mein Der Heller ward zu Wasser, der Batzen ward zu Wein.                                       | Halerz i grosz, które były oba moje, tak moje, Ten halerz będzie na wodę, ten grosz na wino, tak wino.                      |
| Refren | |
| Heidi, heido, heida, heidi, heido, heida, heidi, heido, heida, ha ha ha ha ha ha ha!                                                      | Heidi, heido, heida, heidi, heido, heida, heidi, heido, heida, ha ha ha ha ha ha ha!                                        |
| Druga zwrotka | |
| Die Wirtsleut und die Mädel, die rufen beid: Oh weh! Die Wirtsleut, wenn ich komme, die Mädel, wenn ich geh. Wiederhole Refrain           | Gospodyni i dziewczyna, które zawołały obie: „Ach!”, „Ach!” Gospodyni, gdy nadchodzę, dziewczyna, kiedy idę. Refren         |
| Trzecia zwrotka | |
| Meine Strümpfe sind zerrissen, meine Stiefel sind entzwei und draußen auf der Heide, da singt der Vogel frei Wiederhole Refrain           | Moje spodnie są zniszczone, moje buty całkiem zdarte, A na wrzosowisku śpiewa wolny ptak. Refren                            |
| Czwarta zwrotka | |
| Und gäb’s kein Landstraß nirgends, da säß ich still zu Haus und gäb’s kein Loch im Fasse, da tränk ich gar nicht draus Wiederhole Refrain | I nie ma takiej drogi, którą cicho doszedłbym do domu, I nie ma takiej dziury w beczce, przez którą nie mógłbym pić! Refren |
| Piąta zwrotka | |
| War das 'ne große Freude, als ihn der Herrgott schuf ein Kerl, wie Samt und Seide, nur schade, daß er suff Wiederhole Refrain             | To była prawdziwa radość, gdy stworzył mnie Pan Bóg Chłop na schwał, szkoda tylko że pijany. Refren                         |

## Motyw w polskiej kulturze masowej
Żołnierzy Wehrmachtu śpiewających tę piosenkę podczas przemarszu pokazano m.in. w filmie Zakazane piosenki. Wariacje na temat melodii tej pieśni słychać również w muzyce do filmu Zamach Jerzego Passendorfera, wykorzystano ją ponadto w telewizyjnym filmie Andrzeja Wajdy pt. Wyrok na Franciszka Kłosa.